# Heloecius cordiformis
Heloecius cordiformis là một loài cua sống nửa cạn, được tìm thấy trong các đầm lầy ngập mặn và bãi lầy dọc theo vùng bờ biển phía đông Australia. Cua trưởng thành rộng đến 25 mm (1 in), với cua đực lớn hơn và có các càng to hơn và nhiều màu sắc nổi bật hơn. Các con cua đực vung vẩy đôi càng để liên lạc với những con cua khác, vì thế mà có tên gọi thông thường trong tiếng Anh là semaphore crab (cua cờ hiệu). H. cordiformis là loài duy nhất trong chi Heloecius cũng như trong họ Heloeciidae.

## Phân bố
H. cordiformis sinh sống trong khu vực từ Brisbane (Queensland), dọc theo bờ biển New South Wales tới vịnh Port Philip (Victoria), cũng như nửa phía đông của Tasmania.

## Mô tả
Cua trưởng thành rộng khoảng 25 mm (1 in), với mai lốm đốm màu tía sẫm. Các mắt kép nằm trên cuống mắt dài.
Các càng thể hiện dị hình giới tính, với các càng của cua đực thể hiện sinh trưởng khác tốc, trong khi càng của cua cái lại phát triển theo kiểu sinh trưởng đồng tốc; vì thế càng của cua đực phát triển nhanh và to hơn khi cua lớn lên và trở thành to lớn hơn so với càng cua cái. Màu của càng có tương quan với cả giới và kích thước của cua. Những con cua nhỏ có càng màu xanh lục, sau đó chuyển dần thành màu cam và hồng, với những con cua đực lớn nhất có càng màu tía; cua cái với càng màu tía và càng nhỏ hơn. Màu tía là dễ nhất trong số 4 màu để phân biệt so với phổ phản xạ của các bãi lầy mà trên đó chúng sinh sống.

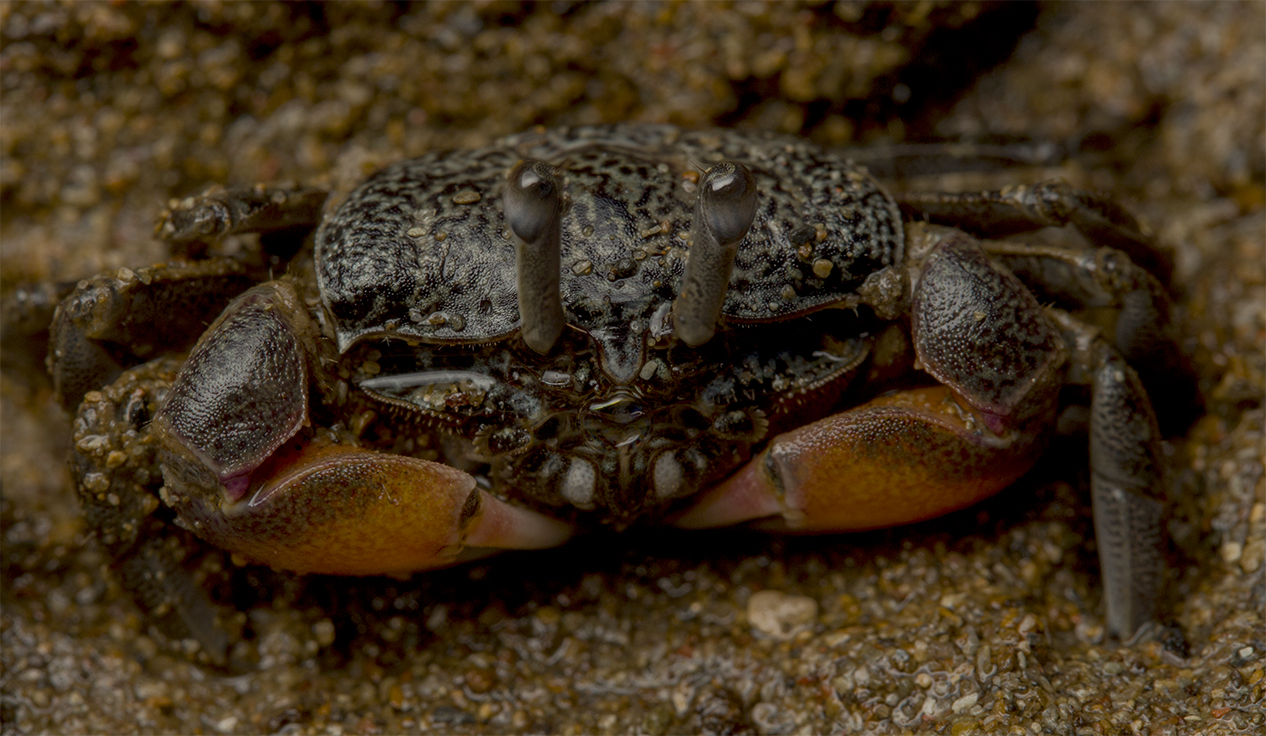
Heloecius cordiformis non.

## Sinh thái học và tập tính
H. cordiformis sống trong các rừng ngập mặn gian triều và các cửa sông, nơi nó là loài cua đông đảo nhất về số lượng, thường là sống trong rễ của các loại đước. H. cordiformis có thể thở cả trong không khí lẫn dưới nước. Khi không có nước, H. cordiformis dịch chuyển mai lên xuống và khả năng này giúp nó hít thở không khí mà không làm mất nước đọng trong khoang mang phía dưới mai.
H. cordiformis chủ yếu là ăn các loại cặn bã lắng đọng, sàng lọc vật chất hữu cơ và mảnh vụn trong lớp cặn lắng đọng từ rừng bần đước khi triều thấp, nhưng cũng có hàm trên lớn giúp chúng ăn các mảnh hay miếng động, thực vật to hơn. Cả cua đực lẫn cua cái đều sử dụng các càng của chúng luân phiên; khi càng này đưa thức ăn vào miệng thì càng kia lại gắp miếng thức ăn tiếp theo. Kẻ thù của H. cordiformis là một số loài chim và cá.

## Hệ thống học
Heloecius cordiformis được Henri Milne-Edwards mô tả lần đầu tiên năm 1837 dưới danh pháp Gelasimus cordiformis và xếp trong họ Ocypodidae (Gelasimus cho tới năm 2016 được coi là phân chi của Uca). Sau dó nó được James Dwight Dana chuyển sang chi mới năm 1851 với danh pháp đặt mới là H. inornatus. Một nghiên cứu năm 1983 kết luận rằng Heloecius là nguyên thủy nhất trong số cua thuộc họ Ocypodidae và dựng lên một phân họ mới cho chi này, và phân họ này hiện tại được nâng cấp lên thành họ Heloeciidae. H. inornatus của Dana và tất cả các "loài" khác được mô tả trong chi này hiện nay được coi là đồng nghĩa muộn của H. cordiformis.